# کامرون بورتویک-جکسون
کامرون جِیک بورتویک-جکسون (انگلیسی: Cameron Jake Borthwick-Jackson؛ زادهٔ ۲ فوریهٔ ۱۹۹۷) بازیکن فوتبال اهل انگلستان است که در پست دفاع چپ برای اولدهام اتلتیک بازی می‌کند.
وی در رده‌های سنی زیر ۱۶ سال، زیر ۱۷ سال، زیر ۱۹ سال و زیر ۲۰ سال برای تیم ملی فوتبال انگلستان بازی کرده‌است.

## زندگی حرفه‌ای
بورتویک-جکسون در منچستر به دنیا آمد و در سن ۶ سالگی به آکادمی باشگاه منچستر یونایتد پیوست.